# Bruno Cantanhede
Bruno Cunha Cantanhede (São Luís, 22 luglio 1993) è un calciatore brasiliano, attaccante svincolato.

## Carriera
Ha giocato nella massima serie dei campionati brasiliano, israeliano, vietnamita, indonesiano e thailandese.

## Palmarès

### Club

#### Competizioni nazionali
- Campionato vietnamita: 1

Viettel: 2020